# Shannonomyia austrolathraea
Shannonomyia austrolathraea är en tvåvingeart som beskrevs av Alexander 1930. Shannonomyia austrolathraea ingår i släktet Shannonomyia och familjen småharkrankar. Inga underarter finns listade i Catalogue of Life.